# 源頼実
源 頼実（みなもと の よりざね）は、平安時代中期の官人・歌人。源頼国の三男。和歌六人党の一人。

## 経歴
歌道に熱心で叔父・頼家と共に中級貴族の歌人集団である和歌六人党を構成した。蔵人所雑色であった長元8年（1035年）には「藤原頼通家歌合」（「関白左大臣頼通歌合」）に同じく雑色の藤原経行、源斉頼らと共に出席（「賀陽院水閣歌合」『類聚歌合巻』）。また源師房の邸宅・土御門殿によく出入りしていたことが知られ、長暦2年（1038年）及び長久2年（1041年）の「権大納言師房歌合」のほか「橘義清歌合」などにも出詠、長久4年（1043年）に蔵人に補されたが、翌同5年（1044年）に30歳で死去した。
なお『尊卑分脈』では一子・頼季を源頼信の三男頼季と同一人物とし、子孫に井上氏の系譜を連ねるが詳細については不明。

## 作品、代表歌
『袋草紙』などに残りわずかとなった自身の命を秀歌一首と引き換えられるよう住吉大社に祈って夭逝したという逸話があることで知られる。その詠歌は『後拾遺集』以下の勅撰和歌集に計7首が入集し、また歌集に『頼実集』（『故侍中左金吾集』）がある。
住吉大社に祈請した後に自らの命と換えて得た一首とはこの歌であったという（『袋草紙』『無名抄』『今鏡』）。